# Liogenys bilobata
Liogenys bilobata är en skalbaggsart som beskrevs av Frey 1969. Liogenys bilobata ingår i släktet Liogenys och familjen Melolonthidae. Inga underarter finns listade i Catalogue of Life.